# Partido Independiente Demócrata Feminista
El Partido Independiente Demócrata Feminista fue un partido político uruguayo fundado a fines del año 1932. Surgió luego de que se aprobara la ley de sufragio femenino (1932) y participó en las elecciones nacionales de 1938.

## Historia
El Partido Independiente Demócrata Feminista tuvo sus orígenes en 1932, luego de que en Uruguay se permitiera el sufragio femenino de cara a las siguientes elecciones nacionales. Por este motivo, meses después, «antes de fin de año fue creado el Partido Independiente Demócrata Feminista, el primer nucleamiento político no masculino que tuvo lugar en el país». La aparición del partido buscaba defender los intereses de las mujeres.
El nuevo movimiento político apareció en las elecciones de 1938, presentando una lista a diputados integrada exclusivamente por mujeres y encabezada por la feminista y escritora Sara Rey Álvarez.

### Elección de 1938
Se presentó con la lista 62 únicamente a la Cámara de Representantes, y en ella aparecían 13 candidatas mujeres y un solo hombre. Obtuvieron 107 votos en Montevideo y 15 en Canelones, totalizando 122 sufragios.

## Ideología
Si bien promovían el deseo de colaboración social y cívica entre hombres y mujeres, postulaban que un hombre no puede entender ciertas experiencias de las mujeres, por lo que no es el más apto para representar algunos de sus intereses como género. De allí su postura de fundar un Partido Político, de modo de hacer llegar su voz al Parlamento, especialmente con asuntos que requieren su accionar como mujeres.
El Partido Independiente Democrático Feminista, desarrolla un programa de acción social amplia, donde se trata de la abolición total del principio de autoridad, de la posibilidad de investigar la paternidad, el derecho del padre a participar en la educación de los niños, el acceso a la misma profesión civil y reglamento de trabajo de las mujeres, y la protección de la moralidad esposa-madre, igual para ambos sexos.
Si bien el partido se opuso al golpe de Estado de Gabriel Terra y la siguiente dictadura de facto, sus principales líderes como Sara Rey Álvarez participaron en la política permitida por él. Esta es una de las razones para el desacuerdo que ocurrió en la interna del partido, que generó el alejamiento de varias de sus integrantes.